# バーナード・フォックス
バーナード・フォックス（Bernard Fox、1927年5月11日 - 2016年12月14日）は、イギリス出身の俳優。

## プロフィール
第二次大戦中はイギリス海軍に従軍。戦後舞台に復帰すると映画界にも進出。また米国の人気テレビドラマシリーズにも数多く出演している。
当初は大柄な体格を生かし、軍人役などが多かったが『奥さまは魔女』のドクター・ボンベイ役で新境地を開き有名に。
タイタニック号を扱った映画『SOSタイタニック/忘れえぬ夜』と『タイタニック』双方に出演している。
2016年12月14日、心不全のため死去。89歳没。

## 出演作品

### 映画
- 贋札団急襲 - The Counterfeit Plan (1957)
- SOSタイタニック/忘れえぬ夜 - A Night to Remember (1958) - フレデリック・フリート監視要員
- 0011ナポレオン・ソロ / 消えた相棒 - One of Our Spies Is Missing (1962) - ジョーダン
- 史上最大の作戦 - The Longest Day (1962) - 英国軍兵士ハッチンソン
- 秘密殺人計画書 - The List of Adrian Messenger (1963)
- 怪物家族大暴れ - Munster, Go Home! (1966)
- スター! - Star! (1968) - チェンバレン卿の助手
- 100万ドルの血斗 - Big Jake (1971) - 羊飼い
- あひる大旋風 The Million Dollar Duck (1971) - カーディーラー
- ビアンカの大冒険 - The Rescuers (1977) - 会長
- エイリアン・ゾーン - Alien Zone (1978)
- エイティーン・アゲイン / これで2度目の18歳 - 18 Again! (1988) - ホートン
- ビアンカの大冒険 ゴールデン・イーグルを救え! - The Rescuers Down Under (1990) - 会長
- タイタニック - Titanic (1997) - アーチボルト・グレーシー大佐
- ハムナプトラ/失われた砂漠の都 - The Mummy (1999) - ウィンストン・ハブロック

### テレビドラマ
- 奥さまは魔女 - Bewitched (1964) - ドクター・ボンベイ
- ペリー・メイスン - Perry Mason シーズン9 The Case of the Laughing Lady (1965) - ピーター・スタンジェ
- 頭上の敵機 - Twelve O'Clock High
  - シーズン1 - The Climate of Doubt (1964) - チャールズ大佐
  - シーズン2 - Big Brother Major Dutton (1965) - ダットン
  - シーズン3 - Fortress Weisbaden (1966) - ヒギンズ上級曹長
- 0012捕虜収容所 - Hogan's Heroes (1965) - ロドニー・クリテンドン大佐
- かわいい魔女ジニー - I Dream of Jeannie シーズン1 Is There an Extra Genie in the House? (1965) - 魔法使いアブドゥル
- 0022アンクルの女 - The Girl from U.N.C.L.E. シーズン1 The Mother Muffin Affair (1966) - ロドニー・バブコップ
- 鬼警部アイアンサイド - Ironside シーズン3 Return to Fiji (1970) - シュタウファー博士
- 刑事コロンボ - Columbo
  - ロンドンの傘 - Dagger of the Mind (1972) - アーサー・ダーク刑事部長
  - 歌声の消えた海 - Troubled Waters (1975) - プレストン・ワトキンス事務長
- 事件記者ルー・グラント - Lou Grant シーズン4 Libel (1980) - クライヴ・ウィットコム
- 俺たち賞金稼ぎ!!フォール・ガイ - The Fall Guy シーズン5 Escape Claus (1985) - サンタクロース
- ナイトライダー - Knight Rider シーズン2 Custom K.I.T.T. (1983) - スマイス中佐
- ジェシカおばさんの事件簿 - Murder, She Wrote シーズン3 One White Rose For Death (1984) - ウィッカム
- リップタイド探偵24時 - Riptide シーズン3 The Play's The Thing (1986) - ホルコム教授
- ふたりは最高! ダーマ&グレッグ - Dharma & Greg シーズン5 Without Reservations (2001) - ヘンリー